# Flora Palermitana
Flora Palermitana (abreviado Fl. Palerm.) es un libro con ilustraciones y descripciones botánicas que fue escrito por el botánico italiano Filippo Parlatore y publicado en Italia en el  año 1845 con el nombre de Flora Palermitana ossia Descrizione delle Piante che Crescono Spontanee nella Valle di Palermo...